# Tir nature
Le tir nature est une discipline française de tir à l'arc. De manière générale il s'agit d'un tir en parcours où les cibles, de distances variables, sont des animaux sur blasons papiers.

## Parcours

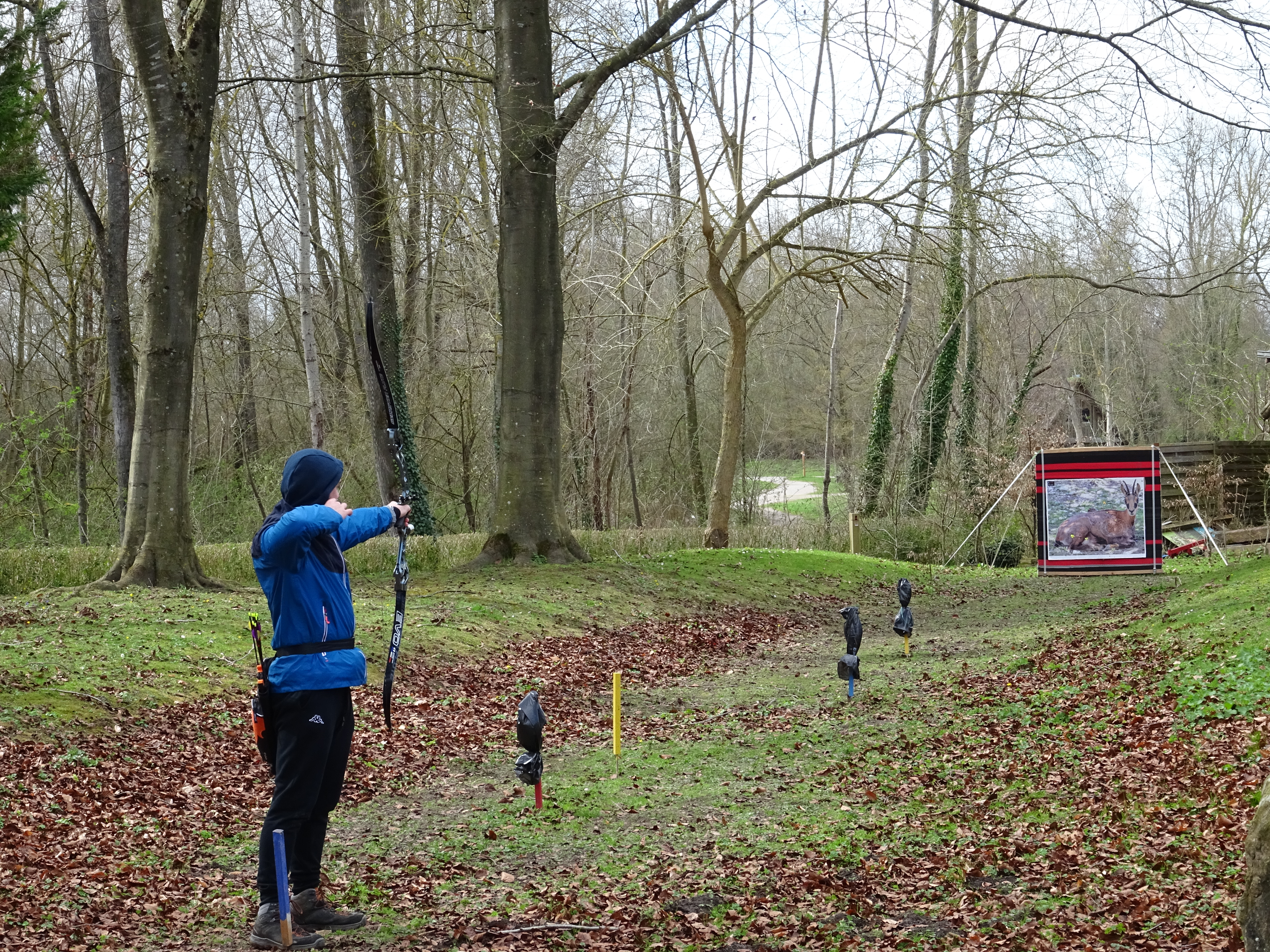
Tir à l'arc nu lors d'un concours à Samara dans le département de Somme, le 25 mars 2023.

Le Tir nature se pratique en pelotons de plusieurs archers sur un parcours de 21 cibles. Auparavant il se faisait en 2 fois 21 cibles, totalisant 42 cibles sur une journée. L'archer tire deux flèches par cible.
Un pas de tir spécifique est réservé aux benjamin et minimes (moins de 14 ans) et aux gens souhaitant découvrir la discipline.
Les différentes catégories d'arcs sont : arc nu (barebow), chasse, Arc droit (longbow), arc à poulies sans viseur et tir libre. Un classement individuel est établi ainsi qu’un classement par équipe comprenant trois archers du même club.

### Cibles
Le tir nature s'effectue sur des blasons papier où sont dessinés des animaux. Les blasons sont placés à une distance de 5 à 40 mètres selon la taille de l'animal représenté. Chaque flèche vaut 20, 15, ou 10 points en fonction de la zone atteinte.
On distingue 4 types de cibles : 
- Petits animaux : de 5m à 15m.
- Petits gibiers : de 15m à 25m.
- Moyens gibiers : de 20m à 35m.
- Grands gibiers : de 30m à 40m.

Exemples de cibles de tir nature
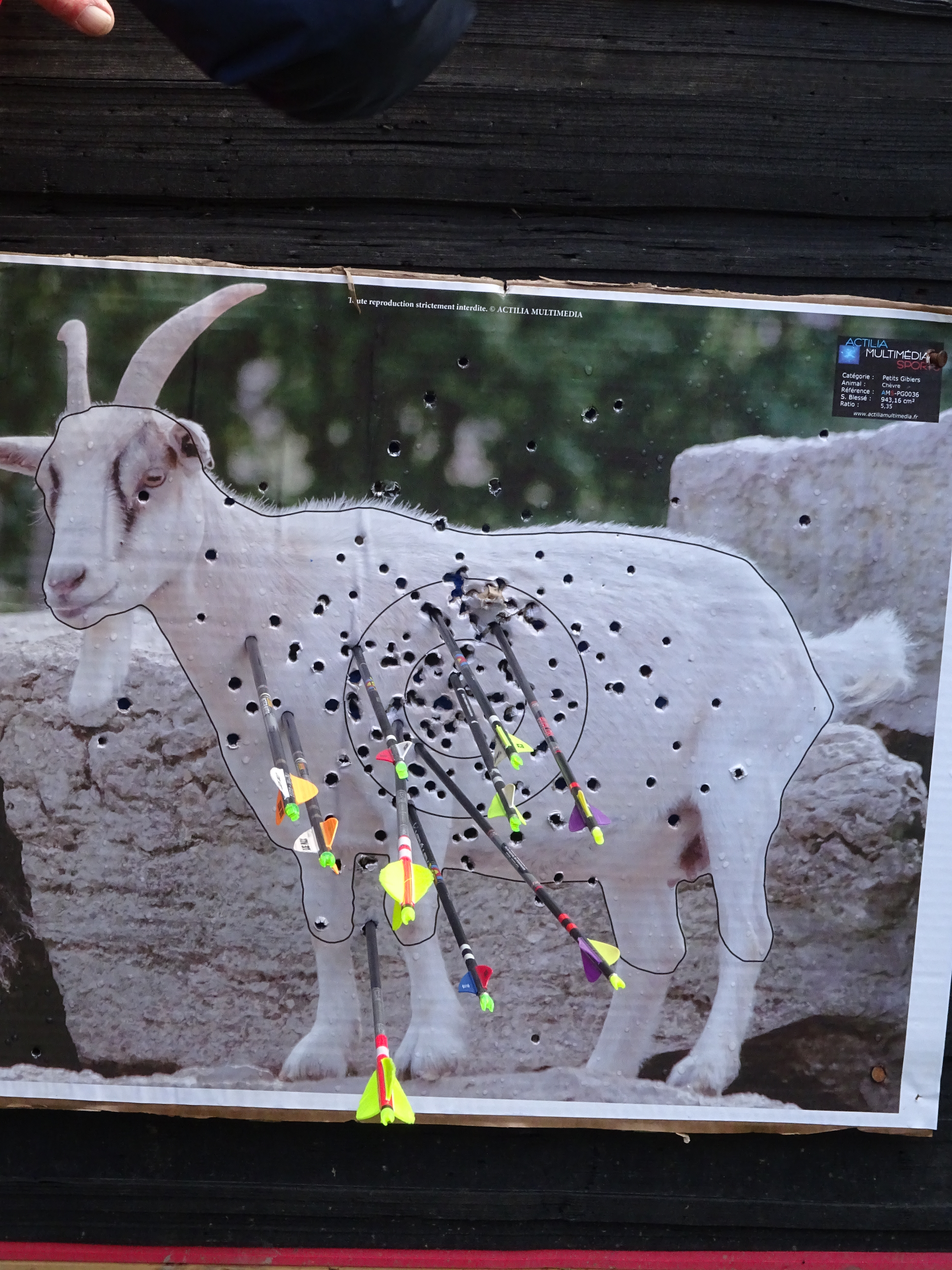
Cible de tir nature (chèvre)
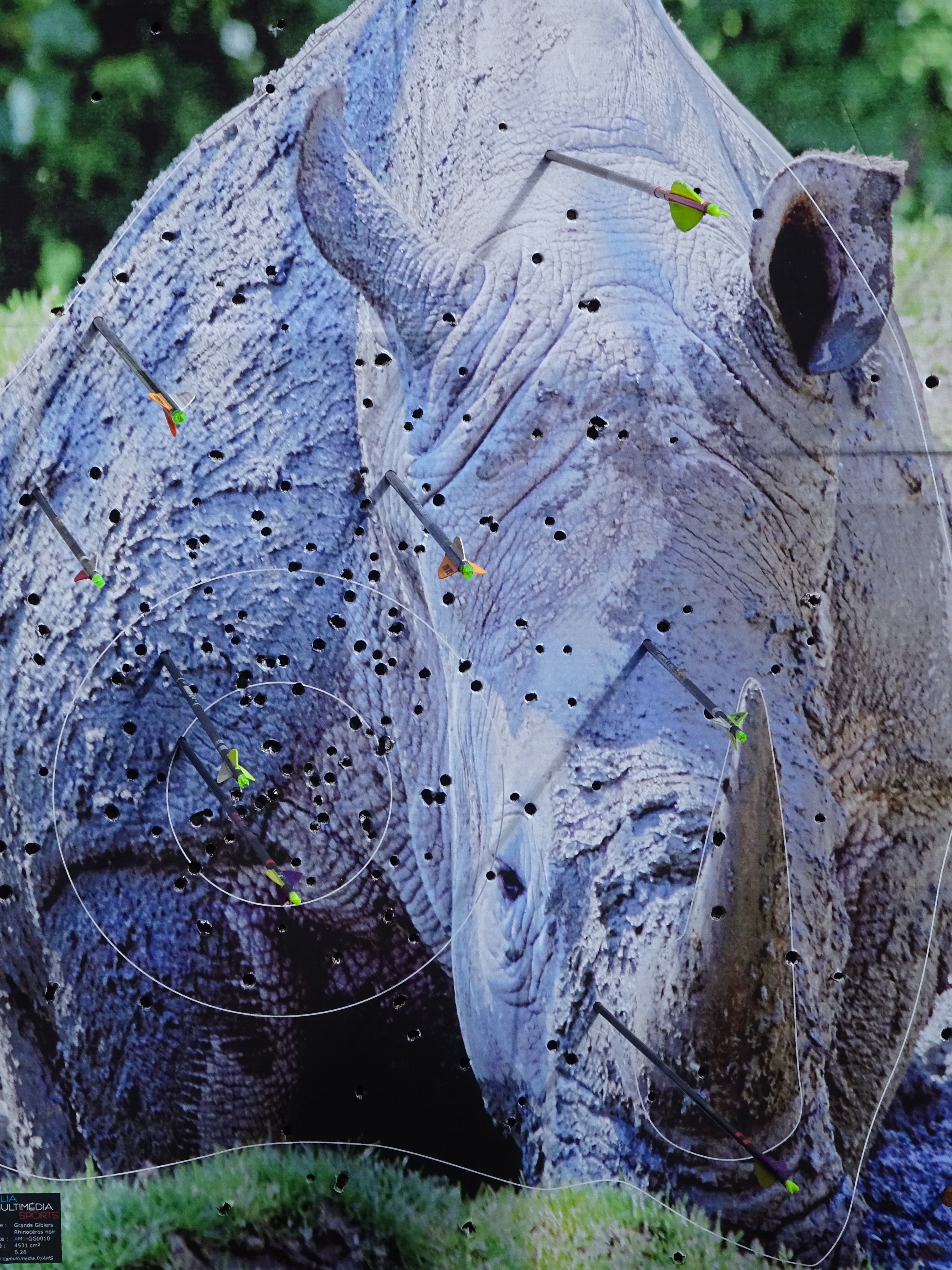
Cible de tir nature (rhinocéros)

## Compétitions
Des compétitions sont organisés par les différents clubs en France. Tous les ans ont lieu les championnats départementaux, régionaux, de France et de France par équipes.

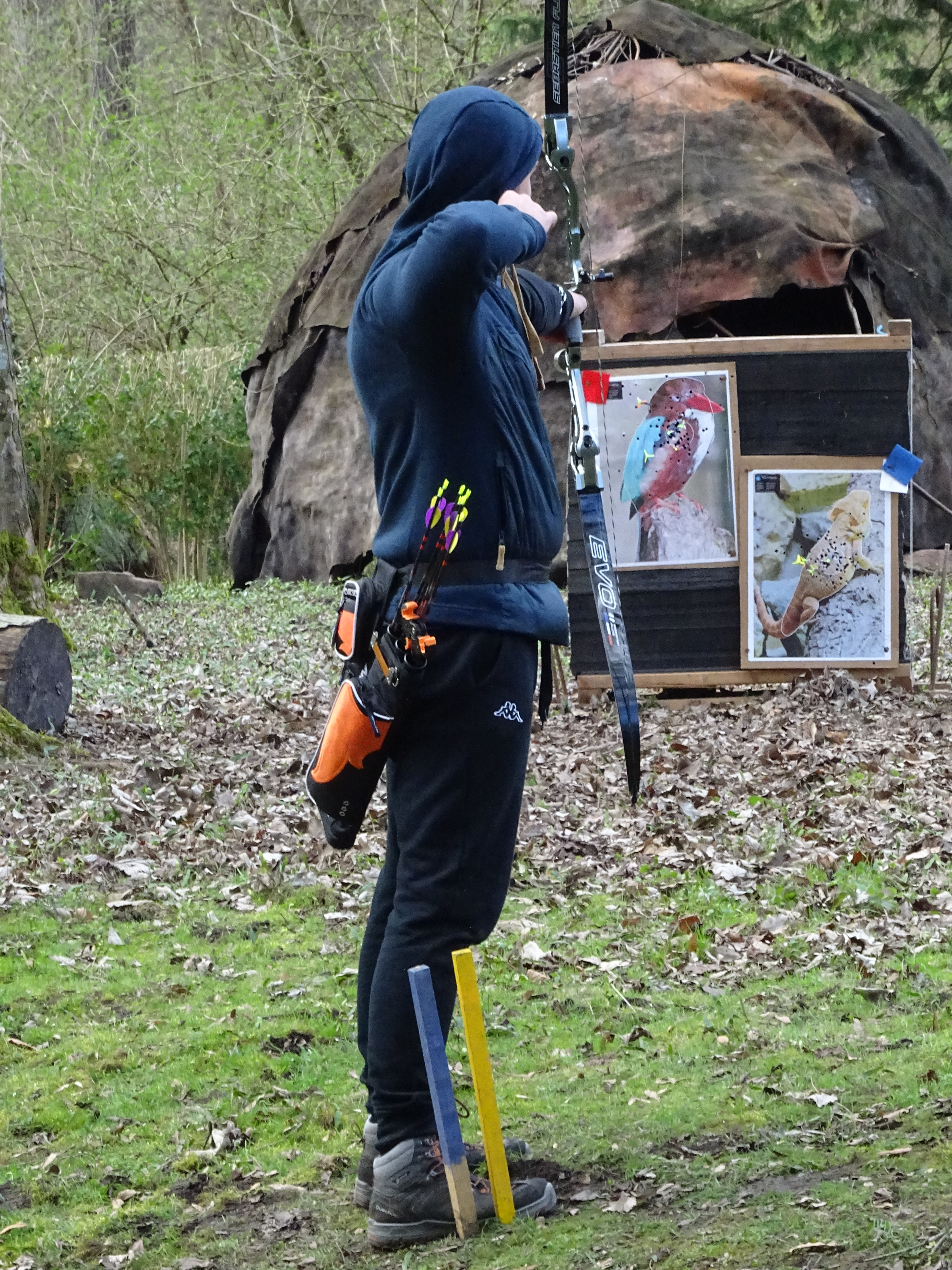
Archer en action lors d'un concours de tir nature à Samara dans le département de la Somme, le 25 mars 2023.

Ces compétitions permettent notamment de gagner des écussons.
La discipline étant française, il n'existe pas de concours internationaux.